# Kompania łączności 16 Dywizji Piechoty
Kompania łączności 16 Dywizji Piechoty – pododdział łączności Wojska Polskiego.

## Historia kompanii
Wiosną 1932 została sformowana kompania telegraficzna 16 Dywizji Piechoty. Na stanowisko dowódcy kompanii wyznaczony został kapitan Ignacy Mreła, a na stanowisko młodszego oficera kompanii porucznik Mieczysław Bolesław Hawryluk.
Kompania stacjonowała w garnizonie Grudziądz i była organiczną jednostką łączności 16 Dywizji Piechoty.
Kompania miała prowadzić szkolenie według obowiązującej „Instrukcji wyszkolenia wojsk łączności” sygn. MSWojsk. Szefostwo Łączności L. dz. 900/tjn. Wyszk. 30.
Kompania miała dwa plutony, lecz nie posiadała radia. Pluton radio był mobilizowany w pułku radio w Warszawie i po zakończeniu mobilizacji przydzielony do dywizji. Dywizja nie posiadała wówczas organu zaopatrzenia i naprawy sprzętu łączności, czyli organu służby łączności.
Na podstawie rozkazu Dowództwa Łączności MSWojsk. L. 3000/tjn. I.Org. z 11 października 1937 kompania telegraficzna została przeorganizowana i przemianowana na kompanię łączności. W składzie kompanii został utworzony pluton radio.
Organizacja pokojowa kompanii łączności:
- dowódca kompanii (kapitan),
- drużyna dowódcy kompanii[b],
- I pluton telefoniczny,
- II pluton telefoniczny,
- III pluton radio,
- gołębnik polowy[16][7].

Etat przewidywał 4 oficerów, 14-18 podoficerów (zależnie od typu kompanii), 130-133 szeregowców, 14 koni wierzchowych, 18-20 koni pociągowych, 2 samochody ciężarowe, 2 motocykle, 8 rowerów i 60 gołębi pocztowych.
Organizacja pokojowa była dostosowana do zadań mobilizacyjnych i okazała się dobrą.
1 września 1938 uprawnienia dowódcze względem kompanii otrzymał szef łączności dywizji. Dowódcami (szefami) łączności 16 DP byli: kpt. łącz. Stanisław Sierkuczewski (1 III 1929 - VI 1934), kpt. łącz. Stefan Polz (od VI 1934) i mjr łącz. Józef Morkowski.
Do zadań kompanii należało szkolenie rezerw podoficerów i szeregowców jedynie na potrzeby własne. Poborowi byli wcielani bezpośrednio do kompanii. Etaty były tak skalkulowane, że dla zaspokojenia zapotrzebowań wojennych musiano powołać pod broń osiem roczników rezerwistów. Kandydaci na podoficerów służby czynnej z kompanii szkolili się w szkołach podoficerskich batalionów telegraficznych i pułku radio.
Wiosną 1939 kompania została podporządkowana pod względem wyszkolenia fachowego dowódcy 1 Grupy Łączności. Ze względu na szybki wybuch wojny dowództwo grupy nie odegrało powierzonej mu roli. 
Zgodnie z uzupełnionym planem mobilizacyjnym „W” kompania łączności 16 DP była jednostką mobilizującą. Pod względem mobilizacji materiałowej była przydzielona do 65 pułku piechoty.
Dowódca kompanii był odpowiedzialny za przygotowanie całości mobilizacji jednostek wpisanych na tabelę mob. z wyjątkiem mobilizacji materiałowej, za którą był współodpowiedzialny razem z dowódcą 65 pułku piechoty. 
Dowódca kompanii był ponadto odpowiedzialny za przeprowadzenie mobilizacji:
- kompanii telefonicznej 16 DP,
- plutonu łączności Kwatery Głównej 16 DP,
- plutonu radio 16 DP,
- drużyny parkowej łączności 16 DP,
- 2-gi gołębnika polowego samodzielnej drużyny gołębi pocztowych nr 11[d].

Wszystkie jednostki były mobilizowane w Grudziądzu, w alarmie, w grupie jednostek oznaczonych kolorem niebieskim. 
Po zakończeniu czynności mobilizacyjnych kompania przekazywała: nadwyżki personelu i materiału koleją do Ośrodka Zapasowego Telegraficznego „Zegrze”, natomiast nadwyżki koni i środków przewozowych do 65 pp
Jednostki zmobilizowane przynależały pod względem ewidencyjnym do OZ Telegraficznego „Zegrze” z wyjątkiem plutonu radio 16 DP, który przynależał do Ośrodka Zapasowego Radio w Warszawie.
23 sierpnia 1939 została zarządzona mobilizacja jednostek „niebieskich” na terenie Okręgu Korpusu Nr VIII. Początek mobilizacji został wyznaczony na godz. 6.00 następnego dnia.
Jednostki łączności 16 DP były formowane według organizacji wojennej L.3124/mob.org., ukompletowane zgodnie z zestawieniem specjalności L.3124/mob.AR oraz uzbrojone i wyposażone zgodnie z wojennymi należnościami materiałowymi L.3124/mob./mat.
Pluton łączności Kwatery Głównej 16 DP przeznaczony był do obsługi dowództwa dywizji, kompania telefoniczna przeznaczona do budowy i obsługi polowej sieci telefonicznej (z kabla polowego), a drużyna parkowa łączności odpowiadała za zaopatrzenie, naprawę i ewakuację sprzętu łączności.
Pluton radio 16 DP był formowany według organizacji wojennej L.3121/mob.org., ukompletowany zgodnie z zestawieniem specjalności L.3121/mob.AR oraz uzbrojony i wyposażony zgodnie z wojennymi należnościami materiałowymi L.3121/mob./mat.
Samodzielna drużyna gołębi pocztowych nr 11 była formowana według organizacji wojennej L.3681/mob.org., ukompletowana zgodnie z zestawieniem specjalności L.3681/mob.AR oraz uzbrojona i wyposażona zgodnie z wojennymi należnościami materiałowymi L.3681/mob./mat.
29 sierpnia 1939 major Aleksander Emmerling w rozmowie telefonicznej stwierdził, że kompania osiągnęła pełną gotowość – „pełne wyposażanie w ludzi, sprzęt i środki techniczne”. Stan moralny i fizyczny żołnierzy dobry. Wyszkolenie słabe, szczególnie starszych roczników, które od dawna nie były na ćwiczeniach rezerwy. Nie znali oni nowego sprzętu do budowy linii i z trudnością dawali sobie radę przy obsłudze centrali. Sprzęt telefoniczny bardzo dobry i gdyby był równy przeciwnik łączność byłaby całkowicie zapewniona w ramach dywizji. Żołnierze po kilku dniach poznali sprzęt i każde zadanie spełniali dobrze.
Z polecenia mjr. Emmerlinga 30 sierpnia jedna drużyna stacyjna ze składu plutonu łączności Kwatery Głównej 16 DP została skierowana do Jabłonowa z zadaniem organizacji i obsługi centrali telefonicznej Grupy Operacyjnej „Wschód” na korzyść dowódcy odcinka 208 pułku piechoty. Ponadto ze składu 4 i 16 DP do jego dyspozycji oddana została jedna radiostacja RKD, jedna radiostacja N1 i jeden patrol łączności z lotnikiem.
Według wymienionego oficera sieć telefoniczna stała 16 DP została „rozbudowana regulaminowo, jak na nasze warunki bardzo bogato” (…), a sieć radio zorganizowana celowo”.
W czasie kampanii wrześniowej jednostki łączności z plutonem radio walczyły w składzie macierzystej dywizji, natomiast samodzielna drużyna gołębi pocztowych nr 11 została przeznaczona dla Armii „Pomorze” .
„Żołnierze łączności 16 Dyw. Piech. zdali na polach bitew egzamin nie tylko jako specjaliści lecz również obowiązek żołnierza – obywatela, swe wyjątkowo ciężkie zadanie wytrzymali z największym poświęceniem siebie, ze spokojną bohaterską postawą.

## Kadra kompanii
Dowódcy kompanii
- kpt. łącz. Ignacy Mreła (od III 1932)
- por. łącz. Jerzy Władysław Leon Jakóbczyński[e] (do IX 1939)[44]

Obsada personalna kompanii łączności 16 DP w marcu 1939
- dowódca kompanii – por. łącz. Jerzy Władysław Leon Jakóbczyński
- dowódca plutonu telefonicznego – ppor. łącz. Witold Eugeniusz Anzelm Radwański
- dowódca plutonu radio – por. łącz. Jan Rochoń[f]

Obsada personalna jednostek łączności 16 DP i plutonu radio we wrześniu 1939
- dowódca kompanii telefonicznej 16 DP – por. łącz. Jerzy Władysław Leon Jakóbczyński
- zastępca dowódcy kompanii – ppor. łącz. rez. Michał Kamionka[g]
- dowódca I plutonu – ppor. łącz. Szydłowski
- dowódca II plutonu – ppor. łącz. rez. Feliks Benedykt Reszuta
- dowódca III plutonu – ppor. łącz. rez. Drozd
- dowódca IV plutonu – pchor. / ppor. łącz. Józef Władysław Kowalewski[h]
- dowódca plutonu łączności KG 16 DP – ppor. łącz. Witold Eugeniusz Anzelm Radwański
- dowódca plutonu radio 16 DP – por. łącz. Jan Rochoń
- dowódca drużyny parkowej łączności 16 DP – chor. Morcinek